# نواف السالم
نواف بن محمد بن حسن السالم القرملة (1972) ، شيخ سني كويتي.

## عن حياته
الشيخ نواف بن محمد بن حسن السالم القرملة يرجع نسب القرملة إلى السحمة من آل محمد الجحادر إحدى بطون قبيلة قحطان الثلاثة  ، تولى الإمامة والخطابة في وزارة الأوقاف والشؤون الإسلامية بمسجد منصور الخليفي منطقة جنوب السرة - ضاحية الشهداء القطعة 4، وكذلك هو مهندس وعضو هيئة التدرس في معهد التكنولجيا التابع للهيئة العامة للتعليم التطبيقي والتدريب ، ولزم عثمان الخميس مدة 6 سنوات تقريبا وقرأ عليه الكثير من المتون، كما التقى بابن عثيمين واستفاد منه.

## نشاطاته
- إنشاء ملتقى الكلمة الطيبة الذي هو مشرف عليه.
- دروس متنوعة على الفضائيات و الإذاعة.
- تدريس كتب الفقه والعقيدة كل جمعة بعد العصر في مسجده.
- تدريس مادة المنهج في مدرسة ورثة الأنبياء للعلوم الشرعية.
- تدريس مادة الفقه في مدرسة دار الحديث للعلوم الشرعية.

## مؤلفاته
- النصيحة في إبطال الفرق بين البدعة الحسنة والقبيحة.
- نعيم الجنة و غراسها.